# Kragmyrvireo
Kragmyrvireo (Herpsilochmus pectoralis) är en fågel i familjen myrfåglar inom ordningen tättingar.

## Utseende och läte
Kragmyrvireo är en 11,5 cm lång myrfågel med lång stjärt och tydligt tecknad fjäderdräkt. Hanen har svart hjässa, vitt ögonbrynsstreck och ett svart streck bakom ögat. Den är grå på nacke och mantel, den senare streckad i svart och vitt. Vingarna är svarta med breda vita spetsarna på täckarna som formar två vingband. På skuldrorna syns vita fläckar och vingpennorna är vitkantade. Stjärten är svart med vit spets. Undersidan är vit med en svart halvmåneformad fläck på bröstet.
Honan har istället olivgrön ovansida och rostfärgad hjässa, med vita spetsar på övre stjärttäckarna. Undersidan är matt beigefärgad, mest bjärt på bröstet. Sången består av en cirka två till tre sekunder lång snabb fallande serie med 14 till 20 toner. Honans sång liknar hanens men är kortare. Även korta skällande ljud kan höras.

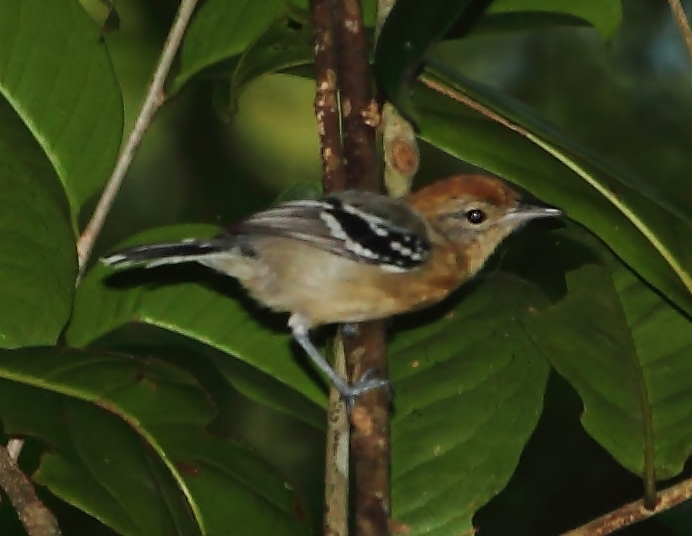
Hona.

## Utbredning och systematik
Fågeln förekommer lokalt i nordöstra Brasilien, i Maranhão, Rio Grande do Norte och Bahia. Den behandlas som monotypisk, det vill säga att den inte delas in i några underarter.

## Status och hot
Kragmyrvireo har en liten världspopulation bestående av uppskattningsvis endast 2 500–10 000 vuxna individer. Den tros också minska i antal till följd av habitatförlust. Den är därför upptagen på internationella naturvårdsunionen IUCN:s röda lista över hotade arter, kategoriserad som sårbar (VU).